# Knik-Fairview
Knik-Fairview és una concentració de població designada pel cens dels Estats Units a l'estat d'Alaska. Segons el cens del 2000 tenia 7.049 habitants.

## Demografia
Segons el cens del 2000, Knik-Fairview tenia 7.050 habitants, 2.380 habitatges, i 1.800 famílies La densitat de població era de 39 habitants/km².
Dels 2.380 habitatges en un 45% hi vivien nens de menys de 18 anys, en un 64% hi vivien parelles casades, en un 7% dones solteres, i en un 24% no eren unitats familiars. En el 18% dels habitatges hi vivien persones soles el 3% de les quals corresponia a persones de 65 anys o més que vivien soles. El nombre mitjà de persones vivint en cada habitatge era de 3 i el nombre mitjà de persones que vivien en cada família era de 3,4.
Per edats la població es repartia de la següent manera: un 34% tenia menys de 18 anys, un 6% entre 18 i 24, un 33% entre 25 i 44, un 23% de 45 a 60 i un 5% 65 anys o més.
L'edat mediana era de 33 anys. Per cada 100 dones hi havia 108 homes. Per cada 100 dones de 18 o més anys hi havia 107 homes.
La renda mediana per habitatge era de 52.100 $ i la renda mediana per família de 60.100 $. Els homes tenien una renda mediana de 46.300 $ mentre que les dones 29.800 $. La renda per capita de la població era de 20.900 $. Aproximadament el 9% de les famílies i l'11% de la població estaven per davall del llindar de pobresa.

## Poblacions més properes
El següent diagrama mostra les poblacions més properes.